# Зграда Општинске конференције ССРН у Нишу
Зграда Општинске конференције ССРН је објекат који се налази у Нишу. Саграђена је 1932. године и представља непокретно културно добро као споменик културе Србије.

## Опште информације
Налази се центру Ниша, на почетку Улице Наде Томић, ту је смештена спратна зграда у којој се налазио Социјалистички савез рада. Подигнута је 1932. године, као породична кућа нишког трговца Милана Ж. Стојиљковића, познатог гвожђарског трговца и власника хотела „Парк“.
Саграђена је по пројекту београдског архитекте Александра Секулића и инжињера Драгољуба Владимировића. Зграда је рађена у духу неокласицизма са угаоним улазом и пространом терасом квадратне основе, као и ненаметљивом фасадном пластиком у вештачком камену. Карактеристични су фасадни детаљи у добоком рељефу, у поткровљу и код прозорских отвора. Посебно је вредан пажње распоред просторија у ентеријеру, са дневним простором у приземљу и ноћним на спрату. Веза између приземља и спрата решена је централним холом из којег полукружним степеништем одлази на спрат. Мансардни простор повезан је узаним дрвеним степеништем и корисно употребљен. Данас се у згради налази Јавно комунално предузеће „Обједињена наплата“.
Уписана је у регистар Завода за заштиту споменика културе Ниш 1983. године.